# 愛知県道447号名古屋空港線
愛知県道447号名古屋空港線（あいちけんどう447ごう なごやくうこうせん）は、愛知県西春日井郡豊山町内を走る愛知県道である。

## 概要

### 路線データ
- 起点：県営名古屋空港
- 終点：愛知県西春日井郡豊山町大字豊場

## 沿革
- 1959年12月15日 認定

## 接続する道路
- 愛知県道62号春日井稲沢線（伊勢山東交差点）